# Sélections olympiques américaines d'athlétisme 1984
Les sélections olympiques américaines d'athlétisme 1984 ont eu lieu du 16 au 24 juin 1984 au Los Angeles Memorial Coliseum de Los Angeles, en Californie. La compétition, qui se dispute séparément des championnats des États-Unis, désigne les athlètes sélectionnés dans la délégation américaine à l'occasion des Jeux olympiques se déroulant au même endroit du 3 au 11 août 1984.

## Résultats

### Hommes
| Épreuves | 1er                             | 2e                               | 3e                            |
| --- | ------------------------------- | -------------------------------- | ----------------------------- |
| 100 m Vent : -2,2 m/s | Carl Lewis 10 s 06              | Sam Graddy 10 s 21               | Ron Brown 10 s 23             |
| 200 m | Carl Lewis 19 s 86              | Kirk Baptiste 20 s 05            | Thomas Jefferson 20 s 37      |
| 400 m | Antonio McKay 44 s 71           | Alonzo Babers 44 s 86            | Sunder Nix 45 s 15            |
| 800 m | Earl Jones 1 min 43 s 74 (AR)   | Johnny Gray 1 min 43 s 74 (AR)   | John Marshall 1 min 43 s 92   |
| 1 500 m | Jim Spivey 3 min 36 s 43        | Steve Scott 3 min 36 s 76        | Sydney Maree 3 min 37 s 02    |
| 5 000 m | Doug Padilla 13 min 26 s 34     | Steve Lacyr 13 min 27 s 72       | Don Clary 13 min 28 s 62      |
| 10 000 m | Paul Cummings 27 min 59 s 08    | Craig Virgin 28 min 02 s 27      | Pat Porter 28 min 03 s 86     |
| Marathon | Pete Pfitzinger 2 h 11 min 43 s | Alberto Salazar 2 h 11 min 44 s  | John Tuttle 2 h 11 min 50 s   |
| 20 km marche | Marco Evoniuk 1 h 26 min 17 s   | Jim Heiring 1 h 27 min 18 s      | Dan O'Connor 1 h 29 min 12 s  |
| 50 km marche | Marco Evoniuk 4 h 02 min 25 s   | Vince O'Sullivan 4 h 14 min 04 s | Carl Schueler 4 h 15 min 06 s |
| 110 m haies Vent : -1,1 m/s | Greg Foster 13 s 21             | Tonie Campbell 13 s 34           | Roger Kingdom 13 s 36         |
| 400 m haies | Edwin Moses 47 s 76             | Danny Harris 48 s 11             | Tranel Hawkins 48 s 28        |
| 3 000 m steeple | Henry Marsh 8 min 15 s 91       | Brian Diemer 8 min 17 s 00       | John Gregorek 8 min 18 s 45   |
| Saut en hauteur | Dwight Stones 2,34 (AR)         | Doug Nordquist 2,31 m            | Milton Goode 2,28 m           |
| Saut à la perche | Mike Tully 5,81 m (AR)          | Doug Lytle 5,71 m                | Earl Bell 5,61 m              |
| Saut en longueur | Carl Lewis 8,71 m               | Larry Myricks 8,25 m             | Mike McRae 8,15 m             |
| Triple saut | Mike Conley 17,50 m             | Al Joyner 17,19 m                | Willie Banks 17,14 m          |
| Poids | Dave Laut 21,35 m               | Augie Wolf 21,24 m               | Michael Carter 20,84 m        |
| Disque | John Powell 67,14 m             | Mac Wilkins 66,14 m              | Art Burns 65,54 m             |
| Marteau | Bill Green 73,24 m              | Jud Logan 72,48 m                | Ed Burke 71,82 m              |
| Javelot | Duncan Atwood 93,44 m           | Tom Petranoff 84,94 m            | Steve Roller 83,00 m          |
| Décathlon | John Crist 8 102 pts            | Tim Bright 8 098 pts             | Jim Wooding 8 072 pts         |
| Records et Performances - AR : Record continental (area record) - CR : Record des championnats (championship record) - MR : Record du meeting (meet record) - NR : Record national (national record) - OR : Record olympique (olympic record) - PR : Record paralympique (paralympic record) - PB : Record personnel (personal best) - SB : Meilleure performance personnelle de la saison (season's best) - WL : Meilleure performance mondiale de l'année (world leader) - WJR : Record du monde junior (world junior record) - WR : Record du monde (world record) Circonstances et Conditions - DNF : N'a pas terminé (did not finish) - DNS : N'a pas pris le départ (did not start) - DQ : Disqualification (disqualification) - NM : Aucun essai valable enregistré (No Mark) - Q : Qualifié « directement » au prochain tour (ou à la prochaine compétition), lors d'une compétition majeure, grâce au classement ou à la réalisation des minima (automatic qualifier) - q : Qualifié au prochain tour (ou à la prochaine compétition), lors d'une compétition majeure, grâce au repêchage ou à la réalisation de l'une des meilleures performances parmi celles des « non qualifiés directement » (grâce au meilleur temps ou à la meilleure distance par exemple) (secondary qualifier) |                                 |                                  |                               |

### Femmes
| Épreuves | 1re                                | 2e                           | 3e                               |
| --- | ---------------------------------- | ---------------------------- | -------------------------------- |
| 100 m Vent : -0,6 m/s | Evelyn Ashford 11 s 18             | Alice Brown 11 s 20          | Jeanette Bolden 11 s 24          |
| 200 m Vent : -0,2 m/s | Valerie Brisco-Hooks 22 s 16       | Florence Griffith 22 s 40    | Randy Givens 22 s 49             |
| 400 m | Chandra Cheeseborough 49 s 28 (AR) | Valerie Brisco-Hooks 49 s 79 | Lillie Leatherwood 50 s 19       |
| 800 m | Kim Gallagher 1 min 58 s 50        | Ruth Wysocki 1 min 59 s 34   | Robin Campbell 1 min 59 s 77     |
| 1 500 m | Ruth Wysocki 4 min 00 s 18         | Mary Decker 4 min 00 s 40    | Diana Richburg 4 min 04 s 07     |
| 3 000 m | Mary Decker 8 min 34 s 91          | Cindy Bremser 8 min 41 s 19  | Joan Hansen 8 min 41 s 43        |
| Marathon | Joan Benoit 2 h 31 min 04 s        | Julie Brown 2 h 31 min 41 s  | Julie Isphording 2 h 32 min 26 s |
| 110 m haies Vent : -0,9 m/s | Kim Turner 13 s 12                 | Benita Fitzgerald 13 s 13    | Pam Page 13 s 13                 |
| 400 m haies | Judi Brown 54 s 93 (AR)            | Angie Wright 55 s 33         | Sharrieffa Barksdale 55 s 58     |
| Saut en hauteur | Louise Ritter 1,92 m               | Pam Spencer 1,89 m           | Joni Huntley 1,89 m              |
| Saut en longueur | Carol Lewis 6,89 m                 | Jackie Joyner 6,65 m         | Angela Thacker 6,56 m            |
| Poids | Loma Griffin 17,10 m               | Carol Cady 16,96 m           | Ramona Pagel 16,95 m             |
| Disque | Leslie Deniz 61,76 m               | Maura DeSnoo 58,08 m         | Loma Griffin 57,36 m             |
| Javelot | Karin Smith 61,18 m                | Lynda Sutfin 58,08 m         | Cathy Sulinski 55,64 m           |
| Heptathlon | Jackie Joyner 6 520 pts (AR)       | Jodi Anderson 6 413 pts      | Cindy Greiner 6 204 pts          |
| Records et Performances - AR : Record continental (area record) - CR : Record des championnats (championship record) - MR : Record du meeting (meet record) - NR : Record national (national record) - OR : Record olympique (olympic record) - PR : Record paralympique (paralympic record) - PB : Record personnel (personal best) - SB : Meilleure performance personnelle de la saison (season's best) - WL : Meilleure performance mondiale de l'année (world leader) - WJR : Record du monde junior (world junior record) - WR : Record du monde (world record) Circonstances et Conditions - DNF : N'a pas terminé (did not finish) - DNS : N'a pas pris le départ (did not start) - DQ : Disqualification (disqualification) - NM : Aucun essai valable enregistré (No Mark) - Q : Qualifié « directement » au prochain tour (ou à la prochaine compétition), lors d'une compétition majeure, grâce au classement ou à la réalisation des minima (automatic qualifier) - q : Qualifié au prochain tour (ou à la prochaine compétition), lors d'une compétition majeure, grâce au repêchage ou à la réalisation de l'une des meilleures performances parmi celles des « non qualifiés directement » (grâce au meilleur temps ou à la meilleure distance par exemple) (secondary qualifier) |                                    |                              |                                  |